# Eidsvoll
Eidsvoll är en tätort och kyrkby som utgör centralort i Eidsvolls kommun i Akershus fylke i sydöstra Norge. Orten ligger vid Hovedbanen, där fylkesväg 181 korsar älven Vorma, öster om Europaväg 6. Här finns Eidsvolls kyrka.

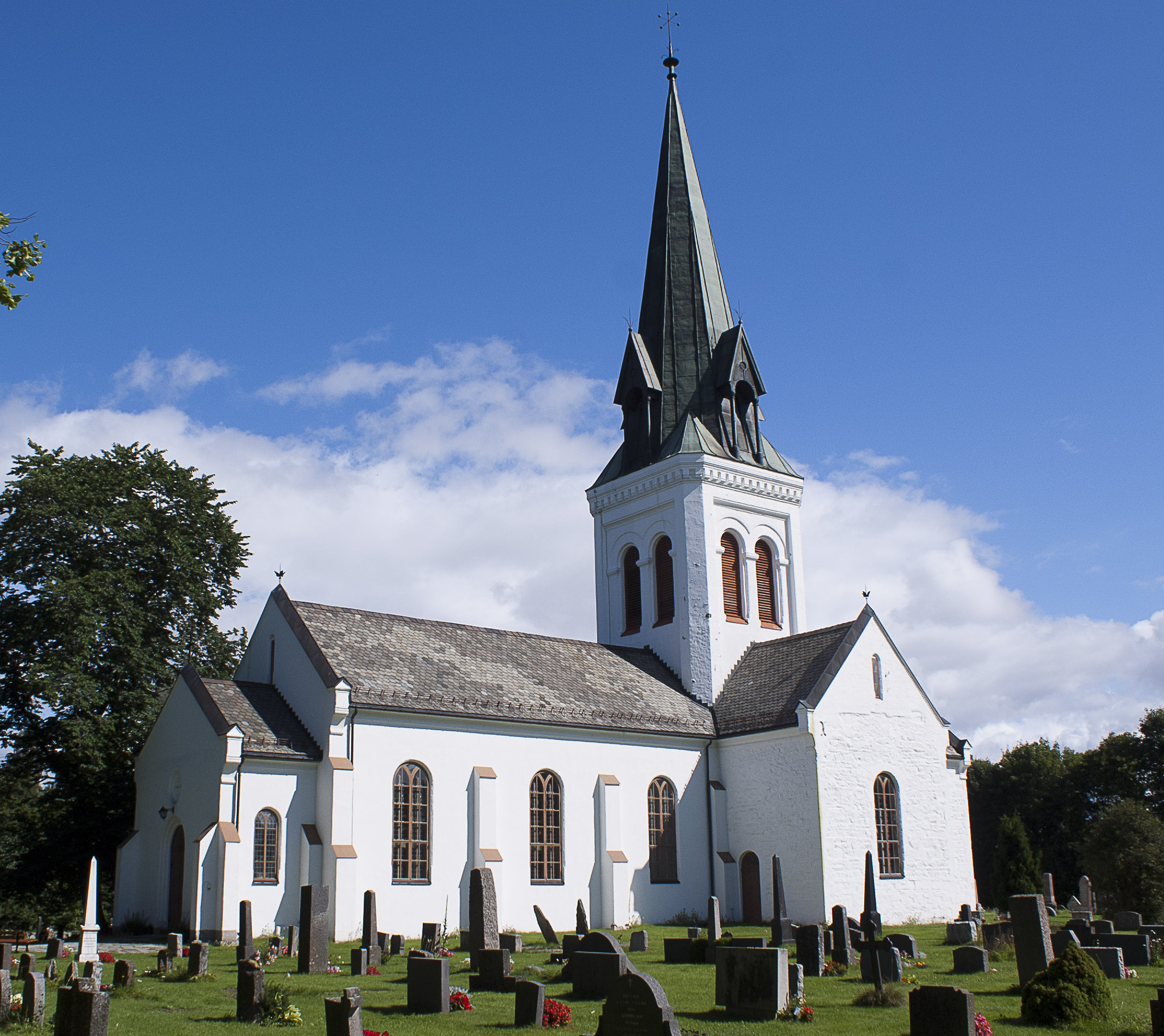
Eidsvolls kyrka.